# Teatro Garibaldi (Mazara del Vallo)
Il Teatro Garibaldi è un teatro di Mazara del Vallo.

## Storia
In seguito ai moti rivoluzionari del 1848, e al conseguente passaggio di potere dai Borboni ad un comitato cittadino, venne deciso di acquisire un locale in enfiteusi, per 36 ducati l'anno, e di nominare una commissione che dotasse la città di una nuova struttura teatrale. Il canonico Gaspare Viviani venne incaricato di progettare una struttura simile al Teatro Garibaldi di Trapani, e in tre mesi il teatro venne realizzato con una spesa di 2.355 ducati, prelevati da un fondo lasciato dal vescovo Scalabrini per la ricostruzione del porto, e conservati nel monastero di San Michele. Il teatro venne inaugurato il 12 gennaio 1849, con il nome di Teatro del Popolo. La struttura venne successivamente dedicata a Giuseppe Garibaldi con una delibera del 5 marzo 1862.
Recitarono nel teatro alcuni grandi artisti del teatro di prosa dell'800: si ricordano Giacinta Pezzana, che diede la Teresa Raquin e la Marescialla, e Tommaso Salvini, interprete di Vittorio Alfieri e William Shakespeare, che nel 1874 diede quindici rappresentazioni.
Il teatro ospitò opere liriche, operette e rappresentazioni ludiche, fino al 1930, anno dal quale l'attività del teatro andò diminuendo fino a cessare del tutto.
A partire dal 1981 sono iniziati diversi tentativi di restauro del teatro, falliti per diversi motivi. L'ultimo restauro, iniziato nel 2003 e terminato nel 2006, ha permesso la riapertura al pubblico della struttura nel 2010. Dal 2011 il teatro ha ricominciato ad ospitare spettacoli.

## Descrizione
L'edificio è costituito da una sala a ferro di cavallo, con un piccolo ingresso con accesso a due scale che conducono ad un duplice ordine di palchi e al loggione.
Privo di decorazioni all'esterno, si presenta ricco di elementi pittorici tipici del folclore siciliano, avvicinabili alla pittura che orna i carretti siciliani.